# Arroyo Averías Grande
El Arroyo Averías Grande es un curso de agua uruguayo que atraviesa el departamento de Río Negro perteneciente a la cuenca hidrográfica del Río de la Plata.
Nace en la Cuchilla de Haedo y desemboca en el arroyo Grande tras recorrer alrededor de 46 km.